# Каратауська міська адміністрація
Карата́уська міська адміністрація (каз. Қаратау қаласы әкімдігі, рос. Каратауская городская администрация) — адміністративна одиниця у складі Таласького району Жамбильської області Казахстану. Адміністративний центр — місто Каратау.
Населення — 28045 осіб (2021; 26639 у 2009, 28281 у 1999, 41825 у 1989).
Станом на 1989 рік існувала Каратауська міська рада обласного підпорядкування (місто Каратау). 1997 року до складу Каратауської міської адміністрації включена Коктальська селищна адміністрація, однак 2001 року Коктальський селищний округ був поновлений.